# Shardiella
Shardiella is een geslacht van vliesvleugeligen uit de familie Eulophidae. De wetenschappelijke naam van dit geslacht is voor het eerst geldig gepubliceerd in 1997 door Sushil & Khan.

## Soorten
Het geslacht Shardiella is monotypisch en omvat slechts de volgende soort:
- Shardiella savitri Sushil & Khan, 1997